# Blumerode

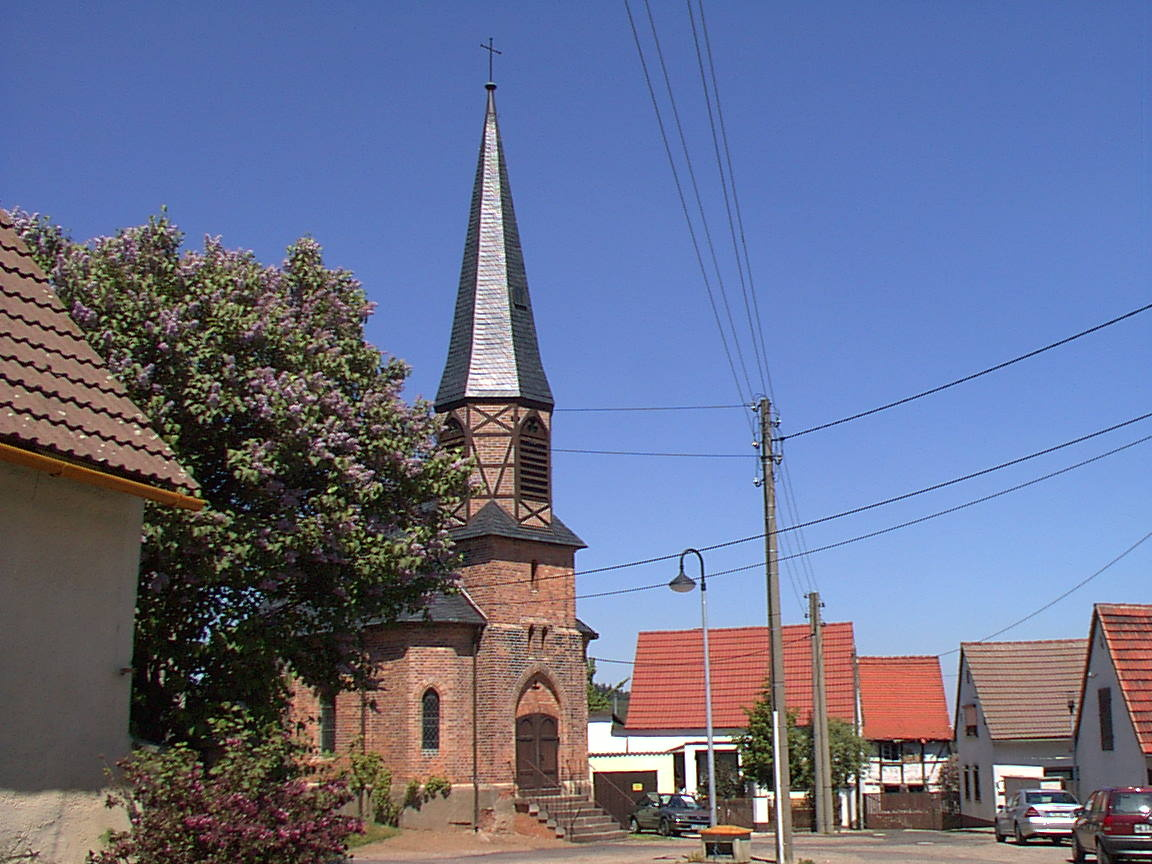
Blumerode, Kirche und Kirchplatz

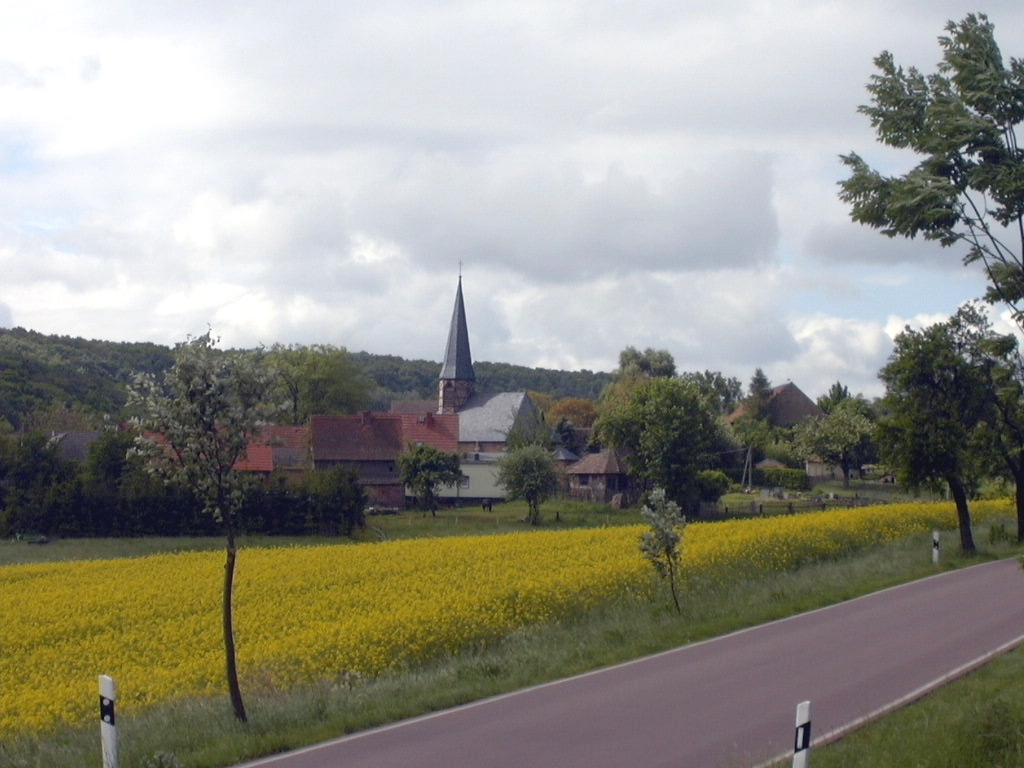
Blumerode, Nordteil mit Blick nach Süden

Blumerode ist ein Ortsteil der Stadt Mansfeld im östlichen Südharz. Bis zum 31. Dezember 2004 gehörte Blumerode zur  Gemeinde Möllendorf.

## Geografie
Blumerode liegt im Bundesland Sachsen-Anhalt etwa 50 km westlich von Halle (Saale). Der Ort gehört zur Gemarkung Mansfeld, genauer zur Ortschaft Möllendorf und befindet sich in einem westlichen Seitental des Wippertales direkt an der Grenze des Harzes im Unterharz.

### Klima

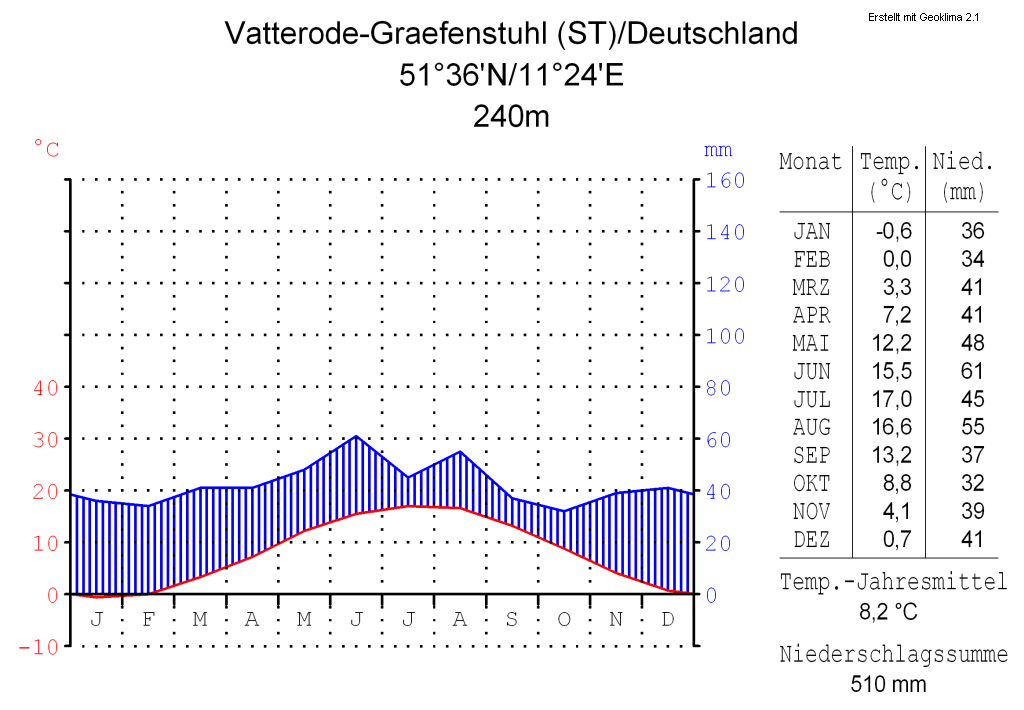
Klimadiagramm

Die Klimadaten können von der 5 km entfernten Ortschaft Vatterode-Gräfenstuhl übernommen werden. Die durchschnittlich Lufttemperatur in Vatterode-Gräfenstuhl beträgt 8,2 °C, der jährliche Niederschlag 510 Millimeter.

## Geschichte
Blumerode wurde erstmals 1420 als Ortschaft Blumenrode erwähnt. Es ist aus einer Rodung entstanden, für die Umgebung eine relativ späte Rodung, da man 1239 schon vom Wald von Blumerode sprach. Der Ort wurde im Dreißigjährigen Krieg wüst, also verlassen. Laut Pfarrarchiv Annarode beginnen die Kirchenbücher 1662 wieder mit Eintragungen zu Blumerode.
Blumerode wurde am 1. Juli 1950 nach Möllendorf eingemeindet und kam mit diesem am 1. Januar 2005 zu Mansfeld.

### Die erste Wasserleitung der Umgebung
Blumerode hatte bereits im 19. Jahrhundert fließend Wasser. Die günstige Lage zwischen zwei Quellen ermöglichte eine unkomplizierte Versorgung. Die Wasserleitung wurde von einem sogenannten Wasserwidder gespeist. Diese Pumpentechnik stammt aus dem Bergbau, der das Mansfelder Land jahrhundertelang dominierte. Die Technik funktionierte, so dass ein Teil Wasser von neun Teilen Wasser in die Rohre gepresst wurde, danach schloss ein Ventil die Zufuhr, aus der Quelle strömte das Wasser nach und es wurde wieder der zehnte Teil in das Rohrleitungssystem gedrückt.

### Die Neu-Asseburg
Die Neu Asseburg ist ein kleines Jagdschloss, das von den Grafen von Asseburg, einer aus der Nähe Braunschweigs stammenden Adelsfamilie, gebaut wurde.

### Kriegswirren
Zum Kriegsende des Zweiten Weltkrieges kam Bewegung in das Dorf, Reste der Wehrmacht wurden in den Harz gezogen, um diesen zur „Festung Harz“ auszubauen. Einige der Soldaten desertierten und kamen durch Blumerode. Sie suchten Schutz in den Häusern, besorgten sich zivile Kleidung und versteckten sich in den Wäldern um später nach ihren Angehörigen zu suchen. Die liegengebliebenen Kleiderbündel wurden von der Dorfjugend aufgesammelt. Nach dem Krieg wurden sie von Litzen und Abzeichen befreit, umgefärbt und während der Krisenjahre nach dem Krieg auch getragen.

### Brand von Blumerode
Um das Jahr 1820 brannte der Ostteil von Blumerode komplett nieder. Beim Ausschwefeln eines Kellers brach ein Feuer aus, das sich schnell auf die Nachbarhäuser ausbreitete. Das Feuer hatte eine Dorferneuerung zur Folge, was auch der Grund dafür ist, dass es kaum historische Gebäude in Blumerode gibt.

### Der Kirchenausbau

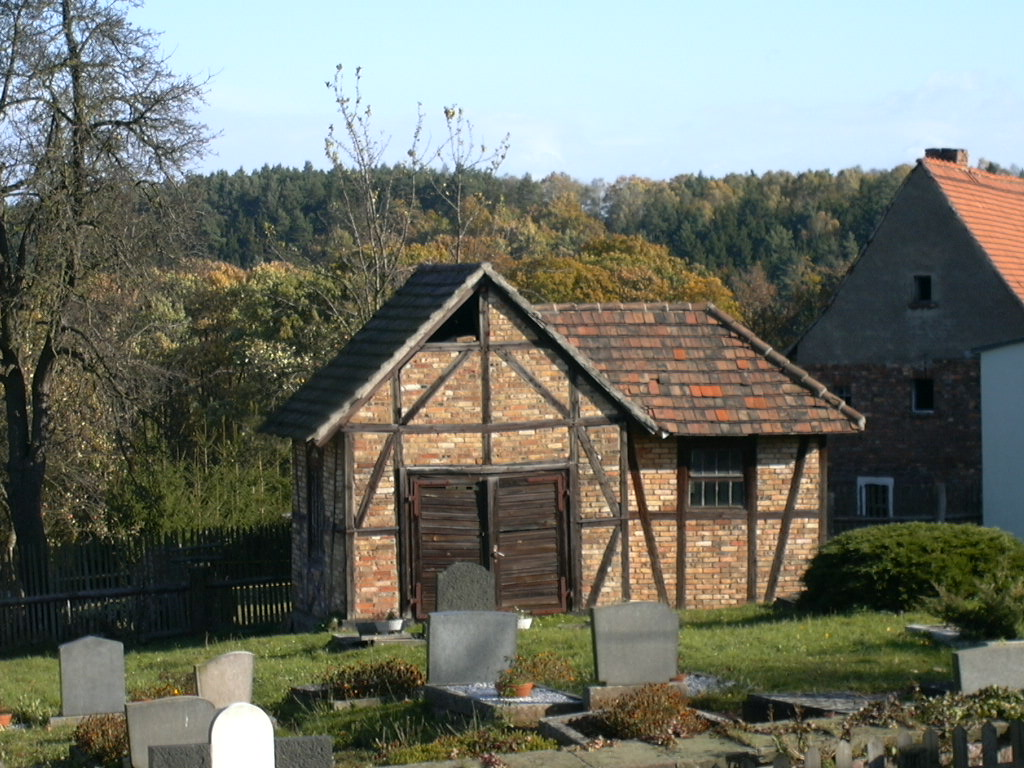
Blumerode, Alte Aufbahrungskapelle

Blumerode hatte bis 1900 nur eine Holz- und Lehmkirche, bis ein Anwohner ein Bittschreiben an den preußischen Kaiser Wilhelm II. sandte. Er bat um Geld für einen Kirchenbau aus Stein. Zur Überraschung erhielt der Ort 100 Gulden aus der Privatschatulle des Kaisers. Der Rest wurde aus privaten Geldern und Spenden aus der Umgebung finanziert.
Die Kirche wurde in der DDR nicht bewirtschaftet und befand sich somit nach der Wende in einem stark baufälligen Zustand. 1993 wurde die Initiative für die Renovierung der Kirche ergriffen und durch zahlreiche Spenden und Kirchengelder konnten der Dachstuhl vom Kirchenschiff und vom Turm erneuert werden. Die Kanzel und die Bänke wurden aus ihrem Lagerort wieder in der Kirche installiert.

### Erwähnenswert

#### Würzbergsbruch
In der Umgebung von Blumerode wurde Sandstein gebrochen. Unter anderen war der Würzbergsbruch der einzige königlich preußische Mühlsteinbruch, d. h. die damaligen Betreiber hatten als einzige die Lizenz Mühlsteine für ganz Preußen zu brechen. Die ortsansässigen Bauern verdienten sich ein Zubrot, indem sie mit ihren Gespannen die Mühlsteine bis zur Saale oder Elbe brachten, von wo die Steine in alle Regionen Preußens verschifft wurden.

#### Kessling

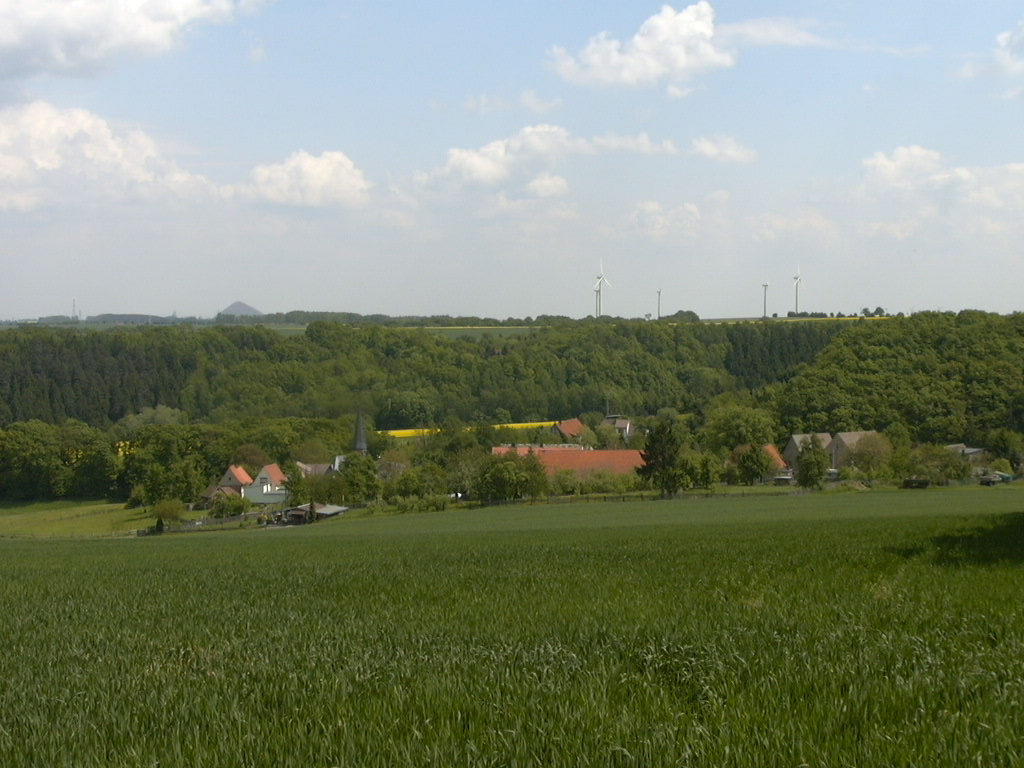
Blumerode, Blick nach Osten

In Blumerode waren die Haupteinkommensquellen die Agrar- und die Forstwirtschaft. Aber es gab noch einen seltenen Rohstoff: den Kessling. Ein Kessling ist sozusagen der Stein für alles. Es sind von der Eiszeit rundgeschliffene Feldsteine, die die Eigenschaft haben Wärme besonders gut zu speichern. Sie wurden abends auf den Herd gelegt und danach in Handtücher gepackt und ins Bett als Wärmflasche gelegt oder man erhitzte mit Hilfe von Kesslingen das Badewasser, fließend Wasser gab es ja schon verhältnismäßig früh. Durch die runde Form eigneten sich Kesslinge auch als Verschluss von Glaskonserven.

#### Platzkegeln
Platzkegeln oder oft auch Platzbahnkegeln war der Volkssport im Mansfelder Land. Es wird in Deutschland auch nirgendwo anders gespielt. Ursprünglich soll diese Sportart aus Italien kommen. Dort werden die Kegel in der Mitte eines Kreises mit ca. 10 m Durchmesser aufgestellt und vom Rand des Kreises wird versucht mit einer Kugel, die auf die Kegel geworfen wurde, den Platz abzuräumen.
Im Mansfelder Land wurde der Platz auf einen Viertelkreis reduziert, die Schwierigkeit besteht darin mit einer schweren Kugel die in 5 m entfernt stehenden Kegel umzuwerfen, die untereinander auch noch einen Abstand von 50 cm haben. Auch Blumerode hatte so eine Platzkegelbahn, die wurde allerdings abgerissen und noch nicht wieder aufgebaut.

## Wirtschaft und Infrastruktur

### Gewerbe

#### Dienstleistung
- Gartenbaubetrieb

#### Produktion
- landwirtschaftlicher Betrieb

### Verkehr
- Anbindung über Landstraße K2334

### Geografische Lage von Blumerode
|            | Biesenrode  | Vatterode       | Mansfeld |  |
| Möllendorf | Norden      | Klostermansfeld |          |  |
| Möllendorf | Blumerode   | Klostermansfeld |          |  |
| Möllendorf | Süden       | Klostermansfeld |          |  |
| Annarode   | Siebigerode | Helbra          |          |  |